# Joel Robles
Joel Robles Blázquez (Getafe, 17 giugno 1990) è un calciatore spagnolo, portiere dell'Estoril Praia.

## Carriera

### Club

#### Atlético Madrid
Nato a Getafe, ha iniziato a giocare a calcio prima nelle giovanili del Leganés e successivamente del Getafe. Ha trascorso la sua prima stagione da professionista come riserva nella Segunda División B ed il 27 dicembre 2009, ha firmato il suo primo contratto da professionista fino al 30 giugno 2014. L'8 maggio 2010, ha fatto il suo debutto nella Liga spagnola, nel match terminato con un pareggio per 1 a 1 in trasferta contro lo Sporting Gijón. Il 31 gennaio 2012, è stato ceduto in prestito per 6 mesi al Rayo Vallecano. Ha fatto il suo esordio nella partita vinta in trasferta per 2 a 1 contro il Real Saragozza.

#### Wigan
Viene ceduto nuovamente in prestito nella finestra di trasferimenti invernale 2013, al Wigan in Inghilterra. Ha fatto il suo debutto il 26 gennaio, mantenendo la porta inviolata nella vittoria per 1 a 0 nel quarto turno di FA Cup. Ha fatto la sua prima apparizione in campionato invece, il 17 marzo successivo, nella vittoria casalinga per 2 a 1 contro il Newcastle Utd.

#### Everton
Il 9 luglio 2013 viene acquistato a titolo definitivo dalla squadra inglese dell'Everton che versa nelle casse degli spagnoli dell'Atlético Madrid 4 milioni di euro. Il 26 dicembre 2013 scende in campo nella sconfitta casalinga contro il Sunderland.

#### Real Betis
Il 1º luglio del 2018 passa al Betis, firmando un contratto quadriennale valido fino al 30 giugno 2022. Nella stagione 2021-2022 passa al ruolo di terzo portiere, dietro Rui Silva e Claudio Bravo, giocando solo in coppa 3 volte.

#### Leeds Utd e Al-Qadisiya
Al termine del contratto con il Betis, il 9 agosto 2022, firma un contratto annuale con il Leeds Utd, tornando in Inghilterra dopo 4 anni. Debutta il 9 novembre 2022 nella partita di Carabao Cup persa per 1-0 contro il Wolverhampton. Grazie all'infortunio di Illan Meslier mette a referto 4 presenze in Premier League subendo 11 reti. Al termine della stagione viene annunciato dal club che il suo contratto non verrà rinnovato, tornando svincolato.
Il 19 luglio 2023 viene ufficializzato il suo passaggio all'Al-Qadisiya, firmando un contratto valido fino al 30 giugno 2024.

## Statistiche

### Presenze e reti nei club
Statistiche aggiornate al 19 luglio 2023.
| Stagione               | Squadra                | Campionato             | Campionato | Campionato | Coppe nazionali | Coppe nazionali | Coppe nazionali | Coppe continentali | Coppe continentali | Coppe continentali | Altre coppe | Altre coppe | Altre coppe | Totale | Totale |
| Stagione               | Squadra                | Comp                   | Pres       | Reti       | Comp            | Pres            | Reti            | Comp               | Pres               | Reti               | Comp        | Pres        | Reti        | Pres   | Reti   |
| ---------------------- | ---------------------- | ---------------------- | ---------- | ---------- | --------------- | --------------- | --------------- | ------------------ | ------------------ | ------------------ | ----------- | ----------- | ----------- | ------ | ------ |
| 2009-gen. 2010         | Atlético Madrid B      | SDB                    | 28         | -?         | -               | -               | -               | -                  | -                  | -                  | -           | -           | -           | 28     | -?     |
| gen.-giu. 2010         | Atlético Madrid        | PD                     | 2          | -4         | CR              | 0               | 0               | UCL+UEL            | 0                  | 0                  | -           | -           | -           | 2      | -4     |
| 2010-2011              | Atlético Madrid        | PD                     | 0          | 0          | CR              | 1               | -1              | UEL                | 1                  | 0                  | SU          | 0           | 0           | 2      | -1     |
| 2011-gen. 2012         | Atlético Madrid        | PD                     | 0          | 0          | CR              | 0               | 0               | UEL                | 3                  | -1                 | -           | -           | -           | 3      | -1     |
| gen.-giu. 2012         | Rayo Vallecano         | PD                     | 13         | -28        | CR              | 0               | 0               | -                  | -                  | -                  | -           | -           | -           | 13     | -28    |
| 2012-gen. 2013         | Atlético Madrid        | PD                     | 0          | 0          | CR              | 0               | 0               | UEL                | 0                  | 0                  | SU          | 0           | 0           | 0      | 0      |
| Totale Atlético Madrid | Totale Atlético Madrid | Totale Atlético Madrid | 2          | -4         |                 | 1               | -1              |                    | 4                  | -1                 |             | 0           | 0           | 7      | -6     |
| gen.-giu. 2013         | Wigan                  | PL                     | 9          | -16        | FACup+CdL       | 4+0             | -1              | -                  | -                  | -                  | -           | -           | -           | 13     | -17    |
| 2013-2014              | Everton                | PL                     | 2          | -2         | FACup+CdL       | 4+2             | -5; -3          | -                  | -                  | -                  | -           | -           | -           | 8      | -10    |
| 2014-2015              | Everton                | PL                     | 7          | -6         | FACup+CdL       | 2+0             | -3              | UEL                | 1                  | -1                 | -           | -           | -           | 10     | -10    |
| 2015-2016              | Everton                | PL                     | 13         | -20        | FACup+CdL       | 5+6             | -2; -9          | -                  | -                  | -                  | -           | -           | -           | 24     | -31    |
| 2016-2017              | Everton                | PL                     | 20         | -20        | FACup+CdL       | 1+0             | -2              | -                  | -                  | -                  | -           | -           | -           | 21     | -22    |
| 2017-2018              | Everton                | PL                     | 0          | 0          | FACup+CdL       | 0               | 0               | UEL                | 1                  | -5                 | -           | -           | -           | 1      | -5     |
| Totale Everton         | Totale Everton         | Totale Everton         | 42         | -48        |                 | 20              | -24             |                    | 2                  | -6                 |             | -           | -           | 64     | -78    |
| 2018-2019              | Betis                  | PD                     | 5          | -5         | CdR             | 8               | -7              | UEL                | 6                  | -6                 | -           | -           | -           | 19     | -18    |
| 2019-2020              | Betis                  | PD                     | 33         | -46        | CdR             | 6               | -1              | -                  | -                  | -                  | -           | -           | -           | 39     | -47    |
| 2020-2021              | Betis                  | PD                     | 18         | -25        | CdR             | 4               | -4              | -                  | -                  | -                  | -           | -           | -           | 22     | -29    |
| 2021-2022              | Betis                  | PD                     | 0          | 0          | CdR             | 3               | -2              | UEL                | 0                  | 0                  | -           | -           | -           | 3      | -2     |
| Totale Betis           | Totale Betis           | Totale Betis           | 56         | -76        |                 | 21              | -14             |                    | 6                  | -6                 |             | -           | -           | 83     | -96    |
| 2022-2023              | Leeds Utd              | PL                     | 4          | -11        | FACup+CdL       | 1+1             | -2+-1           | -                  | -                  | -                  | -           | -           | -           | 6      | -14    |
| Totale carriera        | Totale carriera        | Totale carriera        | 154        | -183       |                 | 43              | -43             |                    | 12                 | -13                |             | 0           | 0           | 209    | -239   |

## Palmarès

### Club

#### Competizioni internazionali
- UEFA Europa League: 1

Atlético Madrid: 2009-2010
- Supercoppa UEFA: 1

Atlético Madrid: 2010

#### Competizioni nazionali
- Coppa d'Inghilterra: 1

Wigan: 2012-2013
- Coppa di Spagna: 1

Betis: 2021-2022
- Prima Divisione: 1

Al-Qadisiya: 2023-2024

### Nazionale
- Campionato d'Europa Under-21: 1

2013